# Conamomum citrinum
Conamomum citrinum là một loài thực vật có hoa trong họ Gừng. Loài này được Henry Nicholas Ridley mô tả khoa học đầu tiên năm 1899.
Năm 1950, Richard Eric Holttum chuyển nó sang chi Amomum. Năm 2018, de Boer et al. phục hồi chi Conamomum và chuyển nó về lại chi này.

## Phân bố
Loài này có trong khu vực từ Malaysia bán đảo đến đông bắc Sumatra.

## Mô tả
Lá hình mũi mác hình mác thuôn dài có mũi nhọn, đáy nhọn dài khoảng 30 cm (1 ft) trở lên, rộng 7,6 cm (3 inch), nhẵn nhụi, gân giữa mập, cuống lá ngắn có cánh, lưỡi bẹ dài 6 mm (0,25 inch). Vài cán hoa cao khoảng 33 cm (13 inch). Cuống cụm hoa dài 20 cm (8 inch) và rộng gần 6 mm (0,25 inch), cứng với nhiều lá có bẹ màu xanh lục thuôn dài cắt vát, dài 5 cm (2 inch) chẻ gần như tới đáy; các bông rất dày, nhiều hoa. Lá bắc màu lục nhạt, cứng hình trứng nhọn dài 6 mm (0,25 inch). Lá bắc con hình trứng rộng, gần như bao quanh hoa. Đài hoa hình ống ngắn dạng sụn mỏng, với 3 thùy bằng nhau, dài 6 mm (0,25 inch), rộng 1,5 cm (0,6 inch). Ống tràng hoa ngắn và dày, các thùy hình elip thuôn dài, tù, màu trắng mờ, thùy trên dài 1,3 cm (0,5 inch) và rộng 1,5 cm (0,6 inch), các thùy dưới ngắn hơn. Nhị lép thẳng, ngắn từ đế rộng màu đỏ nhạt. Môi 3 thùy, các thùy bên mọc thẳng, thuôn tròn, thùy giữa thuôn dài, tù, thuôn tròn 6mm (0,25 inch), lõm ở giữa dày lên màu vàng tươi với các sọc màu đỏ nhạt ở các thùy bên. Nhị dài 1,3 cm (0,5 inch), chỉ nhị thẳng, bao phấn giãn ra, với 2 nhánh thẳng cong dài 3mm (0,125 inch). Tất cả đều màu vàng có đốm đỏ. Đầu nhụy hình chùy có rãnh ngang hẹp. Quả nang hình cầu dài 1,3 cm (0,5 inch) màu tía sẫm. Hạt nhiều.